# Eve (日本歌手)
Eve是日本的創作歌手。2009年以網路為中心展開活動。唱片公司為TOY'S FACTORY。

## 簡歷
2009年10月1日開始以唱見的身分在niconico動畫上展開活動。其後加入樂團「einie」，於2012年至2013年間活動。2014年，由6名唱見所構成的歌手組合「Riot of Color」成立，Eve為主要成員之一。
2014年發表首張獨立製作專輯《Wonder World》。2015年，第二張專輯《Round Robin》開始嘗試作詞、作曲。2016年，第三張專輯《OFFICIAL NUMBER》公開，是Eve首張全國通路販售的專輯。2016年12月以VOCALOID的初音未來創作樂曲〈sister〉，成為VOCALOID創作者。2017年，第四張專輯《文化》發行，此為Eve第一張全收錄曲皆由自己創作的專輯。
2019年中，YouTube頻道達成100萬訂閱的成就。截至2023年1月，Eve的YouTube頻道總點閱已達到23億1733萬次。〈擬劇論〉突破1.6億次觀看、〈皆大歡喜〉突破1.2億次、〈荒謬文學〉突破6950萬次、〈那女孩Secret〉突破7793萬次，〈東京隔都〉、〈Last Dance〉分別達到7327萬次觀看和5657萬次觀看，〈我們仍於地面之下〉、〈局外人〉、〈心預報〉、〈raison d'etre（存在理由）〉接連達成5000萬次點閱，〈生命的吃法〉也突破的7000萬點閱。專輯方面，在Oricon公信榜與iTunes的排名，分別留下獨立類別第1名及第2名的佳績。另外〈Last Dance〉之前所創作的樂曲，除了〈矛盾心理〉之外皆有初音未來演唱的版本在niconico動畫上公開。
2019年，作為動畫《多羅羅》第二片尾曲的闇夜公開，這是Eve第一次擔任動畫主題曲。同年12月，專輯《おとぎ》獲選Tower Record Award 2019，白銀決定作為JR SKISKI 2019-2020的活動主題曲。
2020年，為樂天加納巧克力「粉色情人節」活動提供《心預報》作為其廣告曲。2月12日，第六張專輯《Smile》發售。同年稍晚，為電視動畫《咒術迴戰》寫了第一主題曲〈迴迴奇譚〉（現已突破4億觀看），並演唱了年底上映的劇場動畫《喬瑟與虎與魚群動畫版》之主題曲〈蒼之華爾茲〉；兩首歌收錄在同一張迷你專輯當中，於2020年12月23日發行。

## 人物
- 除了現場表演以外無法看見他的容姿，是個對隱私相當注重的人，在Youtube的現場演唱live可以看到些許的臉。
- 除了製作音樂，Eve還是一名服裝設計師，是中性服飾品牌「harapeco」的製造商和店長[17]。
- 首支影片是在就讀國中的時候上傳的。
- 有養一隻貓，名字叫做。

## 音樂作品

### 專輯

#### 合作專輯
Eve×ゆりん
Eve×Sou

### 單曲

#### 主流單曲
| 序號 | 發售日期       | 名稱       | 規格品編號 | 備註                                 | 收錄專輯            |
| ---- | -------------- | ---------- | ---------- | ------------------------------------ | ------------------- |
| 1st  | 2019年6月25日  | 闇夜       | TFDS-00535 | TV動畫《多羅羅》片尾曲。             | Smile               |
| 2nd  | 2019年10月11日 | 存在的理由 | TFDS-00562 | 日本専門學校HAL廣告曲。              | Smile               |
| 3rd  | 2019年12月18日 | 白銀       | TFDS-00574 | JR SKISKI 2019-2020活動主題曲。      | Smile               |
| 4th  | 2020年10月3日  | 迴迴奇譚   | TFDS-00621 | TV動畫《咒術廻戰》片頭曲             | 廻廻奇譚/蒼のワルツ |
| 5th  | 2020年10月23日 | 約束       | TFDS-00628 |                                      | 廻廻奇譚/蒼のワルツ |
| 6th  | 2020年12月4日  | 心海       | TFDS-00633 | 動畫電影《喬瑟與虎與魚群動畫版》插曲 | 廻廻奇譚/蒼のワルツ |
| 7th  | 2021年2月5日   | 平行線     | TFDS-00646 | 樂天加納巧克力「加納 Gift篇」廣告曲  | 廻人                |
| 8th  | 2021年4月30日  | 夜於朦朧   | TFDS-00662 |                                      | 廻人                |
| 9th  | 2021年12月3日  | 藍才       | TFDS-00736 |                                      | 廻人                |

#### 獨立單曲
| 序號 | 發售日期      | 名稱         | 備註                                      | 收錄專輯 |
| ---- | ------------- | ------------ | ----------------------------------------- | -------- |
| 1st  | 2017年9月29日 | 荒謬文學     | 數位版限定，於iTunes、Spotify等媒體公開。 | 文化     |
| 2nd  | 2017年9月29日 | 那女孩Secret | 數位版限定，於iTunes、Spotify等媒體公開。 | 文化     |

#### 参加作品
| 發售日期      | 歌曲名稱                         | 創作者           | 收錄作品                                         |
| ------------- | -------------------------------- | ---------------- | ------------------------------------------------ |
| 2013年7月7日  | いかないで                       | 想太             | 少年少女のコトバ                                 |
| 2013年4月29日 | 独り言                           | noo              | Good night Sweet dreams (you)                    |
| 2014年1月15日 | Strangers                        | 多位創作者       | EXIT TUNES PRESENTS 神曲を歌ってみた8            |
| 2014年4月27日 | New World                        | 快晴P            | atorie                                           |
| 2015年5月5日  | 遠き残照の日                     | PolyphonicBranch | 百華絢爛                                         |
| 2015年8月16日 | 落日の約束 -加州清光,大和守安定- | PolyphonicBranch | 蒼炎哀歌                                         |
| 2015年9月9日  | Falling                          | Various Artists  | Life&Lovers / 蝶々P meets Singers                |
| 2015年9月9日  | フラッシュライト                 | Various Artists  | Life&Lovers / 蝶々P meets Singers                |
| 2016年5月11日 | パーフェクト生命                 | Various Artists  | EXIT TUNES PRESENTS PALETTE                      |
| 2016年5月11日 | ベルガモの少女                   | Various Artists  | EXIT TUNES PRESENTS PALETTE                      |
| 2016年5月11日 | 明けない夜を壊せ                 | Various Artists  | EXIT TUNES PRESENTS PALETTE                      |
| 2016年8月14日 | 抜刀レストエンド -オールキャラ-  | PolyphonicBranch | 抜刀繚乱                                         |
| 2017年8月11日 | 恋愛メソッド                     | PolyphonicBranch | inspiration                                      |
| 2017年8月11日 | 落日の約束                       | PolyphonicBranch | inspiration                                      |
| 2017年8月11日 | 抜刀レストエンド                 | PolyphonicBranch | inspiration                                      |
| 2018年2月14日 | インスタントヘヴン               | ナナヲアカリ     | フライングベスト〜知らないの？巷で噂のダメ天使〜 |
| 2018年8月29日 | 星の王子サマ                     | ナユタン星人     | ナユタン星からの物体Z                            |
| 2021年7月26日 | 宇宙の季節                       | Lanndo           | 宇宙の季節                                       |
| 2021年7月28日 | ワールドドミネイション           | Various Artists  | ワールドドミネイション                           |

## 外部連結
- Eve OFFICIAL SITE（页面存档备份，存于）
- Eve TOY´SFACTORY Artist Page（页面存档备份，存于）
- Eve的X（前Twitter）
- Eve的Instagram帳戶
- Eve official的TikTok
- YouTube上的E ve頻道